# 東城久幸
東城 久幸（とうじょう ひさゆき、1957年4月21日 - ）は日本の水景デザイナー。
東京都港区出身。

## 略歴
私立目黒高等学校（現目黒学院高等学校）を卒業後、コンピュータ専門学校卒業後美容師として歩み始める。数年後、独立して自らの美容室を開業するかたわら、ロックバンドのマネージャーとしても活動。1995年　熱帯魚を中心とした観賞魚水槽のレンタル・メンテナンストータルプロデュース業㈱アクア環境システムTOJOを起業。'96アクアリウムフェアでの銀賞（90cm水草レイアウト）をきっかけに、数多くのアクアリウムに関わる賞を受賞。その後テレビ番組、映画などに多くのアクアリウム水槽を提供。2008年にはテレビ東京「ソロモン流」において賢人としてメイン出演し、レンタルアクアリウムビジネスについて特集される。また地球に暮らす一員として、世界の文化や暮らしについての国際理解や国際平和、地球規模の課題について、日々の生活の中で考え、自分にできる身近なことから行動していくための総合的な学習施設「神奈川県立地球市民かながわプラザ」においてイベント「アクアリウムジャーニー」を共同プロデュースするなど、社会貢献活動も行ないながらアクアリウムがもつセラピー効果を研究し、提唱している。現在は全国に120組以上の技術者が彼に師事し、TOJO　Family　Teamとして独立、管理水槽は7000本にのぼる。こうした教育制度や水景を通じての社会的貢献が世界から高く評価され、優良事業モデルのアカデミー賞とも評される、スティービーアワード2014国際ビジネス大賞をフランス「パリ」にて受賞する。
東城氏はその芸術的感性を活かし、水と生命をテーマとした写真家、水景フォトグラファーとしても活躍している。2019年には長年の経験から発想し書き上げたロングストーリの絵本を自ら色鉛筆で丁寧に魚や水草を描いた「シロコリぽんたの大冒険」が発売される。また世界初になる癒し効果を一番に考えたヒーリング水族館建設をアピールする。水辺の生命の視点に立った彼の作品は、より手軽に、そしてより壮大に大自然や命の尊さを訴えかけ、多くの方々に癒しと感動を提供している。

## 賞歴
- 1996年 9月　'96アクアリウムフェア　銀賞（90cm水草レイアウト）
- 1997年 4月　第15回日本観賞魚フェア　準優勝
- 1998年 4月　第16回日本観賞魚フェア　準優勝（水槽2台出展）
- 1998年 9月　'98アクアリウムフェア　準優勝（水槽5台出展）
- 1999年 4月　第17回日本観賞魚フェア　準優勝（水草水槽出展）
- 2000年 4月　第18回日本観賞魚フェア　準優勝
- 2001年 4月　第19回日本観賞魚フェア　準優勝
- 2002年 4月　第20回日本観賞魚フェア　準優勝
- 2003年 4月　第21回日本観賞魚フェア　全体総合優勝
- 2003年 9月　'03アクアリウムフェア　優勝（90cm海水魚レイアウト水槽）
- 2004年 5月　第22回日本観賞魚フェア　優勝（ミニ海水魚水槽レイアウト）
- 2004年11月　'04アクアリウムフェア　優勝（ミニテラリウム）
- 2004年 9月　'05アクアリウムフェア　優勝（90cmテラリウム部門）、JAL賞（60cmテラリウム部門）
- 2006年 9月　東京アクアリオ2006　テレビ朝日賞
- 2009年 4月　第27回日本観賞魚フェア　準優勝（ミニ水槽ディスプレー部門）本観賞魚振興会会長賞
- 2009年 9月　東京アクアリオ2009　テレビ朝日賞
- 2010年 4月　第28回日本観賞魚フェア　準優勝（60cm部門）
- 2010年 4月　第28回日本観賞魚フェア　準優勝（60cm部門）準優勝（ミニアクアリウム部門）
- 2010年 7月　東京アクリオ2010　総合優勝　準優勝
- 2010年10月　お台場ECO－AQUA海の学校2010　準優勝
- 2011年 9月　横浜赤レンガそうECO－AQUA海の学校2011　準優勝（90cm部門）優勝（60cm部門）
- 2012年 3月　幕張メッセJPF（ジャパンペットフェア2012）ディスプレイコンテスト　総合勝
- 2012年 4月　第30回日本観賞魚フェア　準優勝・葛西臨海水族館（90cm部門）優勝（30cm部門）会長賞（絆部門 ）
- 2012年 9月　横浜赤レンガ倉庫ECO－AQUA海の学校2012　優勝（60cm部門）
- 2013年 3月　大阪JPF2013（ジャパンペットフェア2013）銀賞
- 2013年 4月　第31回日本観賞魚フェア　優勝・葛西臨海水族園賞（90cm部門）全体総合優勝（60cm部門）優勝（30cm部門）
- 2013年11月　アクアリウムフェア2013in赤坂サカス　銅賞
- 2014年 4月　第32回日本観賞魚フェア　全体総合優勝・葛西臨海水族園賞（90cm部門）
- 2015年 4月　第33回日本観賞魚フェア　すみだ水族館賞受賞
- 2016年 4月　第34回日本観賞魚フェア　会長賞受賞
- 2016年 4月　第35回日本観賞魚フェア　全体総合優勝（90cm部門）優勝（30cm部門）
- 2014年10月　「2014年度The Stevie Awards 国際ビジネス大賞」BRONZE賞をフランス、パリにおいて受賞
- 2017年 4月　第35回日本観賞魚フェア　水槽ディスプレイコンテスト　全体総合優勝・60cm部門優勝

## テレビ
- 1997年12月　日本テレビ「峰竜太のホンの昼メシ前」
- 1998年 6月　スカイパーフェクTV! 758チャンネル　（ペット専門チャンネル）
- 1998年 8月　チームエアー（テレビ朝日・TBSのデータ放送）
- 1998年11月　ビッグバン（スカイパーフェクトTV）
- 2000年 5月　NHK-BS2　「新☆真夜中の王国」
- 2000年 7月　NHK-BS1　VTR出演　アクアテラリウムの作り方
- 2001年11月　テレビ朝日「土曜ワイド劇場」　1200mm海水魚水槽提供
- 2002年 2月　日本テレビ「特命リサーチ200X」　ウミウシのレンタル
- 2002年 8月　TBS「はなまるマーケット」
- 2002年 7月～9月　テレビ東京「すい・すい・すい」
- 2003年 1月　東京MX「清水國明の東京リトルガリバー」
- 2003年 4月　BSジャパン「Jプラス1」
- 2003年 8月　BSジャパン「ミッドナイトTV」
- 2003年10月～2005年 6月　NHK総合テレビ「萬田久子の土曜オアシス」
- 2003年 3月～9月　NHK総合テレビ 連続テレビ小説「こころ」
- 2004年 4月～6月　TBS 金曜ドラマ「ホームドラマ!」　1800海水魚水槽提供
- 2004年 3月～9月　NHK総合テレビ 連続テレビ小説「天花」 90㎝水草水槽提供
- 2004年 4月～9月　テレビ埼玉 「船券学園」　60㎝海水魚水槽提供
- 2004年 6月　テレビ東京 「おはスタ」　90㎝海水魚水槽提供
- 2004年 7月　TBS 日曜劇場「逃亡者 RUNAWAY」　アロワナ水槽提供
- 2005年 1月　NHK総合テレビ「女神たちのカフェ」　海水魚水槽提供
- 2005年 4月　テレビ朝日　アロワナ水槽提供
- 2005年 5月　NHK総合テレビ　黒めだか水槽提供
- 2006年　夏　円谷エンターテインメント 「ウルトラマン」
- 2008年 2月　テレビ朝日「水槽の楽園」
- 2008年 2月　テレビ東京「ソロモン流」
- 2009年 2月　テレビ朝日「ちい散歩」
- 2009年 8月　三重テレビ「アクアリウムの作り方とグラスアクアリウム」
- 2010年 3月　TBS 記憶の海クラゲ水槽提供
- 2010年 8月　東京よみうりランド丘の湯イベント「水の楽園」水槽5台展示
- 2011年 3月　映画「漫才ギャング」テラリウム水槽提供
- 2011年 6月　NHK総合テレビ「土曜マルシェ」スタジオ出演
- 2011年 9月　テレビ東京ビジネス情報番組「ワールドビジネスサテライト」出演及びスタジオに水槽提供
- 2012年 8月　シャープ、テレビCM撮影、水槽とメダカの提供
- 2013年 5月　TBSドラマ パーフェクトブルーアロワナ水槽提供、管理（3ヶ月間）
- 2013年 6月　日本テレビ「元気のアプリ」出演
- 2014年 3月　ビジネスフラッシュ出演
- 2015年 6月　テレビ東京「所さんの学校では教えてくれない、そこんところ」2時間スペシャル出演
- 2016年 4月　テレビ朝日「じゅん散歩」
- 2016年 6月　テレビ朝日「やりすぎ!ピンポン代行社」出演及び水槽提供
- 2016年 9月　TBS トコトン掘り下げ隊!生き物にサンキュー!!ネコとアクアリウムと出演
- 2016年11月　TBS トコトン掘り下げ隊!生き物にサンキュー!!ネコとクラゲと出演
- 2018年1月　中国大連のテレビで東城久幸の手掛けるフレグランスと呼ばれる作品のメイキングシーン公開（Youtube）

## ラジオ
- 1997年11月　J-WAVE　ジョン川平
- 1998年10月　FM東京　坂本咲子のテキーロ・パキーロ
- 2009年 3月　FM甲府
- 2011年 1月　R1 NHKラジオ第1小堺一機の「世の中の研究所」生出演
- 2013年 4月　FMラジオ生出演
- 2018年1月　藤田みさのFMサルースに生出演。
- 2018年　　J-WAVEに生出演

## イベント
- 1997年 7月　第4回目黒リバーサイドフェスティバル　水槽16台出展（株式会社ニッソー（現：株式会社マルカン・ニッソー事業部）協力）
- 1997年10月　銀河系岩手フェスティバル'97（代々木公園内野外音楽堂イベントゾーン）　1200水槽3台・特殊テラリウム水槽1台提供
- 1997年11月　東京弁護士共同組合特約店展示会（東京弁護士会館）レンタル水槽の展示
- 1999年 1月　ホテルオークラ（コンチネンタルルーム）　2150mm海水魚水槽1台、90cm水槽3台ディスプレー
- 1999年 4月　ゴールデンウイークNS感謝祭（新宿NSビル 30階展望フロア）　水槽4台出展（協力 コトブキ工芸）
- 1999年12月　ホテルパシフィコ横浜（2000年カウントダウンパーティーにてクラゲの展示）
- 2004年 7月　横浜・八景島シーパラダイス クリスチャン・ラッセンの絵画とアクアリウムの演出
- 2004年11月　'04アクアリウムフェア　ウエルカム水槽展示
- 2005年 6月　ロシア大使館イベントオブジェ提供（プーシキンのアンリマティス「金の魚」）
- 2005年 7月　夢の島　熱帯植物園イベント水草水槽提供
- 2005年10月　東京都美術館　「プーシキン美術館展」作品出展協力
- 2009年 4月　晴海トリトン 海の感謝祭　海の恵み水族館を展示
- 2017年7月6日〜8日　東京原宿表参道（原宿表参道HILLS）にて超高級外車であるBENTLEYの新モデル発表会にワイド1800㎜高さ3メートルのベストアワードを１7年以上造形美術を学んできた東城幸恵夫人と共に七夕バージョンで飾る。
- 2017年９月Aquarium　Fare　in Futako TAMAGAWAにてメイン会場入り口に東城幸恵夫人と共にワイド1800㎜のAquariumに高さ3メートル以上のベストアワード2017　ミュークと呼ぶアーティフィシャルフラワーのバラで飾り大反響となる。
- 2017年11月　中国上海で行われたAquariumのイベントに参加する。
- 2018年3月　日本観賞魚フェア2018入口にてwelcome　Aquariumを東城幸恵夫人と共に展示（ベストアワード）
- 2018年9月1日2日　Aquarium　Fare　in Futako TAMAGAWAにて昨年を上回る作品をメイン会場入り口に東城幸恵夫人と共に作り上げる。ワイド1800㎜のAquariumに高さ3メートル以上のベストアワード2018　ミューク　ダブルテールと呼ぶアーティフィシャルフラワーのバラで飾る作品は昨年以上に多くの人達に絶賛される。

## 新聞・雑誌
- 1998年 7月　リビング 南山の手（フリーペーパー）
- 2000年 9月　読売新聞「ピープル」
- 2002年 4月　週間ビル経営（新聞）

## TVCM
- NTTドコモの携帯電話のCM・映像提供
- 化粧品のCM水槽提供
- 2012年 8月　シャープ、テレビCM撮影、水槽とメダカの提供

## 映画
2006年 4月 - 角川映画「小さき勇者たち〜ガメラ〜」 水草水槽提供

## DVD
- 「アクアリウムセラピーSui Sui Sui」全3巻
- 「ヒーリングアクアリウム入門」淡水魚編・海水魚編
- 誰でも簡単!「いやしのアクアリウムをつくろう!」

## 書籍
- アクアリウムセラピー（2008年 5月）
- 絵本「シロコリぽんたの大冒険」（2019年　発売）